# 王炳跃
王炳跃，中共政治人物丶軍事人物，退役中國人民解放軍少將丶中共黨員。
曾任内蒙古军区政委丶2015年10月仼黑龍江省軍區政委。2017年7月21日下午，内蒙古自治区全区征兵工作电视电话会议在呼和浩特召开，王氏出席。 